# Bahía del Ha! Ha!
Bahía del Ha! Ha! (en francés: Baie du Ha! Ha!) es una bahía en la orilla sur del río San Lorenzo, en la región de Bas-Saint-Laurent, de la provincia de Quebec en el este del país norteamericano de Canadá. Se encuentra ubicada en el municipio regional del condado de Rimouski-Neigette a la altura de la isla de Bic y en el municipio de parroquia de Saint-Fabien. Existen varias teorías sobre el origen del nombre "Ha! Ha!".